# Zonitis nigroapicata
Zonitis nigroapicata es una especie de coleóptero de la familia Meloidae.

## Distribución geográfica
Habita en Queensland (Australia).